# 湖北山楂
湖北山楂（学名：Crataegus hupehensis）为蔷薇科山楂属的植物，是中国的特有植物。分布于中国大陆的江苏、四川、湖南、浙江、山西、陕西、河南、湖北、江西等地，生长于海拔500米至2,000米的地区，多生于山坡灌木丛中，目前尚未由人工引种栽培。
其种加词“hupehensis ”意为“湖北的”。

## 别名
猴楂子（湖北土名），酸枣、大山枣（江西土名）

## 异名
- Crataegus hupehensis Sarg. var. flavida S. Y. Wang